# Шпетім Дуро
Шпетім Дуро (алб. Shpëtim Duro, нар. 24 грудня 1959, Тирана) — албанський футбольний тренер. З літа 2024 року очолює тренерський штаб косовської «Сухареки».

## Кар'єра тренера
Не маючи досвіду професійних виступів на футбольному полі, 1999 року розпочав самостійну тренерську кар'єру року, очоливши тренерський штаб команди «Бюліс».
В подальшому працював із низькою албанських клубних команд, а у 2006–2007 роках входив до тренерського штабу національної збірної Албанії. Згодом продовжив працювати на клубному рівні і 2010 року здобув свій перший трофей, привівши «Бесу» до перемоги у тогорічному розіграші Кубка Албанії.
Протягом 2010-х років регулярно змінював очолювані команди, встигнувши не лише потренувати албанські «Скендербеу», «Влазнію», «Партизані», «Фламуртарі» та «Кукесі», але й попрацювати з македонською «Шкендією» і косовською «Дрітою» (Г'їлані).
У 2020–2023 роках був головним тренером «Лачі» та «Егнатії», після чого повернувся до Північної Македонії, очоливши  «Стругу», яка під його керівництвом двічі поспіль, у 2023 та 2024 роках, вигравала національну першість.
Влітку 2024 року очолив команду «Сухарека», новачка вищого дивізіону чемпіонату Косова.

## Титули і досягнення
- Чемпіон Албанії (1):

«Скендербеу»: 2010-2011
- Володар Кубка Албанії (1):

«Беса»: 2009-2010
- Чемпіон Македонії (2):

«Струга»: 2022-2023, 2023-2024